# Doresópolis
Doresópolis là một đô thị thuộc bang Minas Gerais, Brasil. Đô thị này có diện tích 153,087 km², dân số năm 2007 là 1492 người, mật độ 9,3 người/km².